# Związek zgody
Związek zgody (kongruencja) – połączenie wyrazu określającego z wyrazem określanym, w którym oba wyrazy zgadzają się w rodzaju, liczbie i przypadku.
Między podmiotem (wyjąwszy przypadek podmiotu logicznego) a orzeczeniem (związek główny) zawsze występuje związek zgody – jest to zazwyczaj zgoda w stosunku do liczby, np. przestępcy kradną. Związek zgody zachodzi między rzeczownikami a określającymi je wyrazami, takimi jak przymiotniki, czy liczebniki, dlatego też pytaniami pomocnymi w ustalaniu związku zgody między wyrazami są pytania przydawki: (jaki?), (który?) itp., lecz nie (czyj?) – pytanie przydawki, która łączy się z wyrazem w związku rządu.

## Przykład
- czarny kot – kot jest rodzaju męskiego (nieosobowego żywotnego), więc aby wyrażenie było składniowo poprawne (tj. aby przymiotnik czarny opisywał kota), wyraz czarny musi przybrać tę samą formę co wyraz kot.

### Odmiana przez przypadki
- M. kto? co? – czarny kot
- D. kogo? czego? – czarnego kota
- C. komu? czemu? – czarnemu kotu
- B. kogo? co? – czarnego kota
- N. z kim? z czym? – czarnym kotem
- Msc. o kim? o czym? – czarnym kocie
- W. brak pytania – czarny kocie[2]

## Związek zgody a części mowy
- podmiot (poza logicznym) + orzeczenie, np. rower stał
- rzeczownik + przymiotnik, np. kolorowe kredki; czerwony samochód
- rzeczownik + zaimek przymiotny, np. mój długopis;
- rzeczownik + imiesłów przymiotnikowy (czynny lub bierny); np. przechodzone ubranie, błyszczący kamień
- rzeczownik pospolity + rzeczownik własny, np. miasto Koło[3].